# Trisquel GNU/Linux
Trisquel GNU/Linux è una distribuzione basata su Ubuntu utilizzante il kernel Linux del progetto Linux-libre.

## Storia
Il progetto è nato nel 2004, inizialmente sviluppato dall'Università di Vigo in Spagna, ed è stato presentato ufficialmente nell'aprile del 2005 con Richard Stallman, fondatore del Progetto GNU, come ospite speciale.
Originariamente era sviluppata come distribuzione derivata da Debian, ma, in occasione della pubblicazione della versione 2.0 nell'estate del 2008, i repository vennero cambiati con quelli di Ubuntu.
Il progetto ospita i propri repository, che sono derivati da quelli main e universe di Ubuntu, ma con i componenti proprietari rimossi: la differenza sta nella rimozione di tutti i pacchetti non-liberi, la sostituzione del kernel Linux originale con Linux-libre, la sua versione libera, e l'aggiunta di altri pacchetti di software libero.
Nel dicembre 2008 Trisquel GNU/Linux è stata inserita dalla Free Software Foundation, sul sito del progetto GNU, nella lista delle distribuzioni GNU/Linux completamente libere, ovvero distribuzioni GNU/Linux realizzate utilizzando esclusivamente software libero.

## Descrizione

### Nome
Il nome Trisquel è una parola spagnola che deriva dal greco antico triskelion (detto anche triskele), antico simbolo a tre punte che nella sua versione celtica consiste in tre spirali collegate fra di loro.
Il logo del progetto raffigura un triskelion generato dall'unione di tre spirali, (la spirale unica rivolta dall'altra parte è il simbolo di Debian GNU/Linux), come segno di riconoscenza per il progetto sul quale, inizialmente, si basava Trisquel.

### Caratteristiche
L'obiettivo principale del progetto è la creazione di un sistema completamente libero che sia facile da usare, completo e con un buon supporto ai linguaggi quali inglese (default), basco, catalano, spagnolo, cinese, portoghese, francese, galiziano e hindi.
Trisquel GNU/Linux include una selezione completa di programmi che possono essere facilmente aggiunti tramite un installer grafico. Esistono le versioni home, enterprise e educational.

### Edizioni
Il sistema ha avuto le seguenti edizioni:
- la 2.x, denominata Robur, è una versione long-term support (ossia con supporto a lungo termine) e si basa sulla versione LTS di Ubuntu;
- la 3.x, denominata Dwyn, è una short-term support e si basa sulla edizione STS di Ubuntu.
- la 3.5, denominata Awen, è una short-term support e si basa sulla edizione STS di Ubuntu.
- la 4.0.x, denominata Taranis, è una versione long-term support e si basa sulla edizione 10.04 LTS di Ubuntu.
- la 4.5.x, denominata Slaine, è una short-term support e si basa sulla edizione 10.10 di Ubuntu;
- la 5.0.x, denominata Dagda, è una short-term support e si basa sulla edizione 11.04 di Ubuntu;
- la 5.5.x, denominata Brigantia, è una short-term support e si basa sulla edizione 11.10 di Ubuntu;
- la 6.0.x denominata Toutatis, è una long-term support e si basa sulla edizione 12.04 di Ubuntu;
- la 7.0.x denominata Belenos, è una long-term support e si basa sulla edizione 14.04 di Ubuntu, scaduta ad aprile 2019;
- la 8.0.x denominata Flidas, è una long-term support e si basa sulla edizione 16.04 di Ubuntu, scaduta ad aprile 2021[9];
- la 9.0.x denominata Etiona, è una long-term support e si basava sulla edizione 18.04 di Ubuntu, scaduta ad aprile 2023[10];
- la 10.0.x denominata Nabia, è una long-term support e si basa sulla edizione 20.04 di Ubuntu, con scadenza il 29 maggio 2025;
- la 11.0.x denominata Aramo, è una long-term support e si basa sulla edizione 22.04 di Ubuntu, con scadenza ad aprile 2027.

Le sette edizioni hanno in comune il seguente software:
- kernel Linux-libre: 2.6.24 in Robur,  2.6.28 in Dwyn, 2.6.31 in Awen, 2.6.32 in Taranis, 2.6.35 in Slaine, 2.6.38 in Dagda, 3.0.0 in Brigantia, 3.2 in Toutatis e 3.13 in Belenos.
- Desktop environment GNOME: 2.22 in Robur,  2.26 in Dwyn, 2.28 in Awen, 2.30 in Taranis, e 2.32 in Slaine e Dagda, 3.2 in Brigantia, 3.4.2 in Toutatis e 3.12 Fallback in Belenos. Le edizioni pubblicate a partire dal mese di aprile 2018 includono l'edizione standard basata su MATE, l'edizione Mini basata sull'ambiente desktop LXDE, l'edizione Triskel basata sull'ambiente desktop KDE e l'edizione Trisquel on a Sugar TOAST, progettata per i ragazzi dai 0 ai 12 anni ed attualmente ufficialmente supportata.
- Web browser: (Abrowser) un browser web basato su Mozilla Firefox.
- Suite per ufficio OpenOffice.org: versione 2.4 in Robur,  3.0 in Dwyn, 3.1 in Awen, 3.2 sia in Taranis sia in Slaine; in seguito e anche attualmente LibreOffice: versione 3.3 in Dagda, 3.4.4 in Brigantia, 3.5.4 in Toutatis e 4.2.6.3 in Belenos.